# Volkssternwarte Hagen

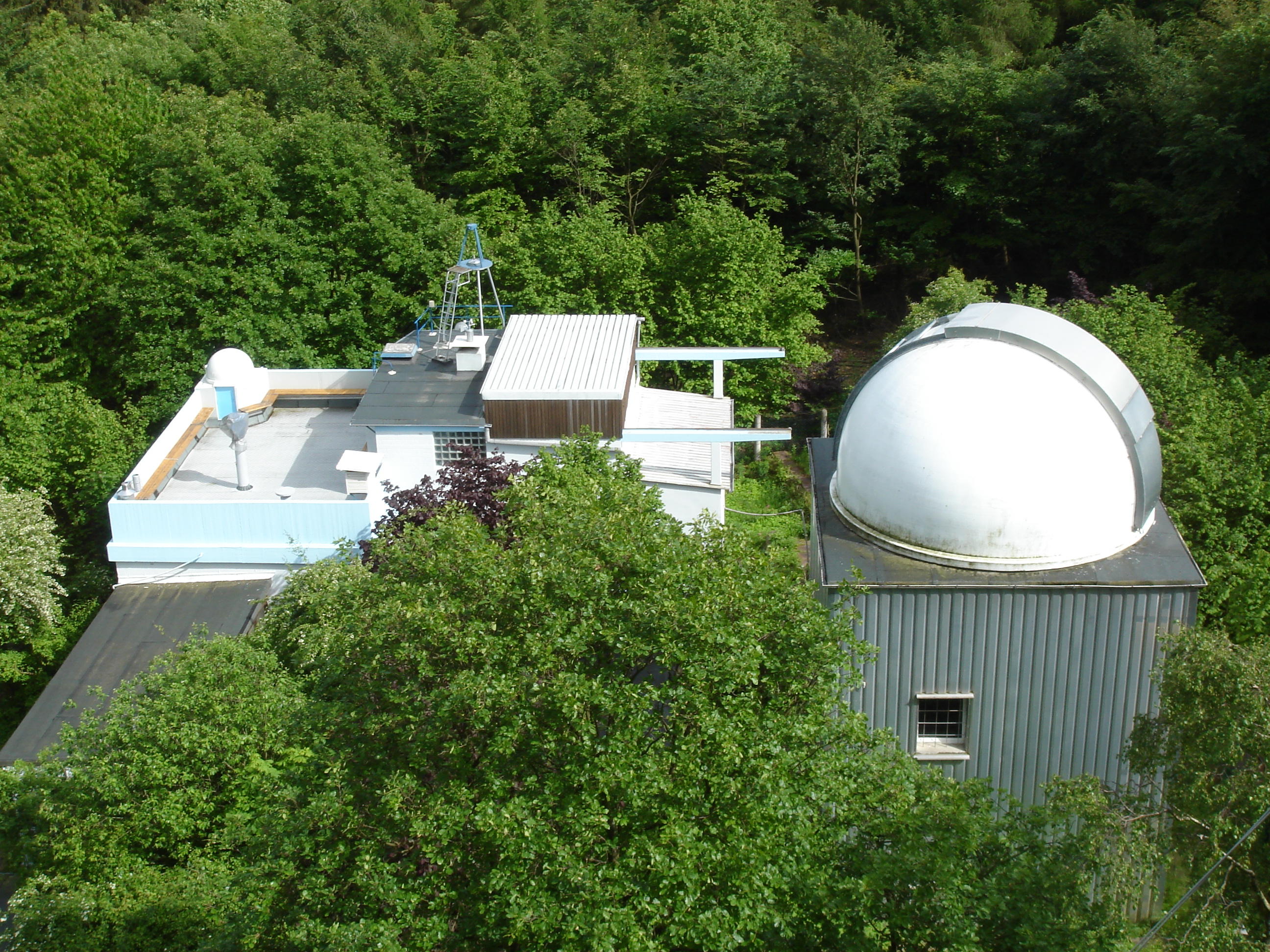
Die Hagener Sternwarte vom Eugen-Richter-Turm aus gesehen.

Die Volkssternwarte Hagen ist eine ehrenamtlich betriebene Sternwarte in Hagen, östliches Ruhrgebiet. Sie liegt auf ca. 300 m Höhe, im südlich des Stadtzentrums gelegenen Stadtwald im Ortsteil Wehringhausen, direkt beim Eugen-Richter-Aussichtsturm.

## Geschichte
Am 9. November 1955 wurde die „Arbeitsgemeinschaft Volkssternwarte Hagen e. V.“ gegründet. Als Räumlichkeiten wurde zunächst ein Verkaufspavillon neben dem Eugen-Richter-Aussichtsturm genutzt. Ab 1956 wurden dort erste Beobachtungen mit kleinen privaten Geräten durchgeführt. Allerdings wurde der Platz bald zu klein, da bis zu 5000 Besucher jährlich an den Führungen teilnahmen.
Die Stadt Hagen stellte einen Bauplatz, unmittelbar neben dem Standort, sowie Startkapital zur Verfügung. In den Folgejahren wurde die Sternwarte komplett in Eigenarbeit durch die Vereinsmitglieder errichtet.

## Aktivitäten
Die Arbeitsgemeinschaft führt Himmelsbeobachtungen durch und betätigt sich auf dem Gebiet der Astrofotografie. Darüber hinaus werden regelmäßig öffentliche Führungen und Vorträge angeboten. Seit Beginn der 1990er Jahre betreut die Sternwarte ebenfalls das Planetenmodell Hagen.
Neben der Astronomie betreibt die Arbeitsgemeinschaft eine meteorologische Station, die über lückenlose tägliche Aufzeichnungen seit Gründung der Sternwarte verfügt.
Weiterhin steht auf dem Gelände der Volkssternwarte Hagen eine spezielle Meteor-Ortungskamera des deutschen Feuerkugelnetzes. Diese Kamera fotografiert in jeder Nacht den Hagener Himmel auf der Suche nach helleren Sternschnuppen, den so genannten Feuerkugeln.
Die Beobachtung von Kleinplaneten wird seit 2009 weiter intensiviert. Der Stationscode des IAU Minor Planet Center lautet B86.
Zusätzlich verfügt die Sternwarte über eine Bibliothek mit ca. 2500 Bänden zu verschiedenen astronomischen und naturwissenschaftlichen Themen.

## Veranstaltungsprogramm
Seit Gründung des Vereins hat die Öffentlichkeitsarbeit einen hohen Stellenwert und die Sternwarte ist ganzjährig, mehrmals pro Woche für Besucher geöffnet. Ab Anfang 2008 wird für jeden Besuchstag ein spezielles Veranstaltungsprogramm angeboten.

## Instrumente
Folgende Teleskope werden derzeit genutzt:
- ein Hypergraph-Teleskop mit 20" (50 cm) Öffnung und Blende 8 auf computergestützter K100-Montierung mit Fernrohrsteuerung FS2 (seit dem 22. Oktober 2005 in Betrieb) – kann bei Bedarf zu einem Deltagraph-Teleskop mit Blende 3 umgebaut werden,
- 10" (25 cm) Schiefspiegler mit 5 m Brennweite (komplett im Selbstbau entstanden),
- 10" Ritchey-Chrétien-Cassegrain-Teleskop mit 2 m Brennweite auf computergestützter Montierung vom Typ Alt 7-AD mit Fernrohrsteuerung FS2,
- Takahashi TSA102 Refraktor (d=102 mm; f=816 mm) – in Kombination mit Coronado H-alpha-Filter zur Beobachtung der Sonne,
- zwei Dobson-Teleskope (10" und 16" Öffnung),
- 110 mm Selbstbau-Refraktor mit 2 m Brennweite auf selbstgebauter parallaktischer Montierung,
- Meade LX200 Schmidt-Cassegrain-Teleskop (d=250 mm; f=2500 mm) auf computergestützter Montierung,
- William-Refraktor (d=66 mm; f=388 mm),
- diverse kleinere Refraktoren als Leitfernrohre,
- zwei Prismenspektrometer.